# Aya (álbum)
Aya (estilizado em maiúsculas) é o terceiro álbum de estúdio da cantora franco-maliana Aya Nakamura. Foi lançado em 13 de novembro de 2020 pela Warner Music França.
O álbum apresenta participações especiais de Stormzy, Ms Banks e Oboy. Foi precedido pelos singles "Jolie nana" e "Doudou", ambos alcançando o top 10 na França.

## Antecedentes e promoção
Em 15 de outubro de 2020, Nakamura anunciou o álbum por meio de suas contas nas redes sociais. Sobre o processo de gravação, seu namorado e produtor Vladimir Boudnikoff revelou: "Passamos dias, noites, semanas no estúdio neste álbum. E se há uma coisa que posso garantir, há um imenso talento por trás dessa mulher". A própria Nakamura explicou: "Eu me diverti muito, tentei muitas coisas, queria testar algumas coisas como em "Doudou". Mal posso esperar para ver meus fãs novamente porque acho que eles ficarão surpresos". O álbum recebeu outdoors de publicidade na Times Square em 13 de novembro.

## Lista de faixas
| Aya — Edição padrão |                                         |                    |                              |         |  |
| N.º                 | Título                                  | Compositor(es)     | Produtor(es)                 | Duração |  |
| 1.                  | "Plus jamais" (participação de Stormzy) | Danioko Stormzy    | Heezy Lee Timo               | 2:55    |  |
| 2.                  | "Tchop"                                 | Danioko            | Julio Masidi . Jordan Houyez | 2:50    |  |
| 3.                  | "Doudou"                                | Danioko            | Vladimir Boudnikoff          | 2:48    |  |
| 4.                  | "Jolie nana"                            | Danioko            | Masidi                       | 2:27    |  |
| 5.                  | "Fly"                                   | Danioko            | Boudnikoff                   | 3:37    |  |
| 6.                  | "Biff"                                  | Danioko            | Drama State                  | 2:33    |  |
| 7.                  | "Sentiments grandissants"               | Danioko            | Masidi . Houyez . Dave       | 2:21    |  |
| 8.                  | "Love de moi"                           | Danioko            | Masidi Starow                | 2:36    |  |
| 9.                  | "Ça blesse"                             | Danioko            | Heezy Lee Timo               | 2:36    |  |
| 10.                 | "Mon chéri"                             | Danioko            | Boudnikoff Aloïs Zandry      | 2:35    |  |
| 11.                 | "Hot"                                   | Boudnikoff         | Boudnikoff                   | 3:30    |  |
| 12.                 | "Nirvana"                               | Danioko Boudnikoff | Boudnikoff                   | 2:30    |  |
| 13.                 | "La machine"                            | Danioko            | Boudnikoff                   | 3:03    |  |
| 14.                 | "Mon Lossa" (participação de Ms Banks)  | Danioko Thyra Oji  | Masidi                       | 3:05    |  |
| 15.                 | "Préféré" (participação de Oboy)        | Danioko Oboy       | Boudnikoff                   | 2:54    |  |
| Duração total:      | Duração total:                          | Duração total:     | Duração total:               | 42:25   |  |

| Aya — Edição fisica |                |                |                 |         |  |
| N.º                 | Título         | Compositor(es) | Produtor(es)    | Duração |  |
| 16.                 | "Criminel"     | Danioko        | Axel Tony Rdydy | 3:03    |  |
| 17.                 | "Plus la même" | Danioko        | Harrow Beats    | 2:30    |  |
| Duração total:      | Duração total: | Duração total: | Duração total:  | 47:58   |  |

## Certificações
| Região                                                        | Certificação | Vendas   |
| ------------------------------------------------------------- | ------------ | -------- |
| França (SNEP)                                                 | 2× Platina   | 200.000‡ |
| ‡vendas+valores de streaming baseados somente na certificação |              |          |